# 10011 Avidzba
10011 Avidzba este un asteroid din centura principală de asteroizi.

## Descriere
10011 Avidzba este un asteroid din centura principală de asteroizi. A fost descoperit pe 31 august 1978 la Observatorul de Astrofizică din Crimeea de Nikolai Cernîh. Asteroidul prezintă o orbită caracterizată de o semiaxă mare de 2,45 ua, o excentricitate de 0,10 și o înclinație de 4,7° în raport cu ecliptica.